# Ptah
Dans la mythologie égyptienne, Ptah (Celui qui crée) est le démiurge de Memphis, dieu des artisans, des artistes et des architectes. Dans la triade de Memphis, il est l'époux de Neith et deviendra tardivement celui de Sekhmet, il est le père de Néfertoum.

## Origine et symbolique
Ptah est le patron de la construction, de la métallurgie et de la sculpture. Il est également le patron des chantiers navals et des charpentiers en général.
Ptah est le dieu impérial avec Rê sous l'Ancien Empire. Il est probable que le clergé de Memphis soit entré en lutte avec celui d'Héliopolis à partir de la fin de la IVe dynastie, prenant de plus en plus l'ascendant sur la famille royale.
Par la suite et dès le Moyen Empire, il fait partie des cinq grands dieux égyptiens avec Rê, Isis, Osiris et Amon.
Il porte plusieurs épithètes qui qualifient ses rôles dans la mythologie égyptienne ainsi que son importance dans la société d'alors :
- Ptah au beau visage
- Ptah maître de vérité
- Ptah maître de justice
- Ptah qui écoute les prières
- Ptah maître des jubilés
- Ptah maître de l'éternité

Ptah est le dieu créateur par excellence : il est considéré comme le démiurge qui a existé avant toute chose, et qui par sa volonté a pensé le monde. Il l'a d'abord conçu par la Pensée, puis réalisé par le Verbe : « Ptah conçoit le monde par la pensée de son cœur et lui donne la vie par la magie de son Verbe. Ce que Ptah a ordonné a été créé ; en lui les constituants de la nature, faune et flore, sont contenus. »
Il joue également un rôle dans la préservation de l'univers et la permanence de la fonction royale.
À la XXVe dynastie, le pharaon nubien Chabaka fera transcrire sur une stèle, la pierre de Chabaka, un vieux document théologique trouvé dans les archives de la bibliothèque du temple du dieu à Memphis. Ce document, connu depuis sous le nom de Théologie memphite, considère que le dieu Ptah est à l'origine de la création de l'univers par la pensée et par le verbe.

## Représentations et hypostases

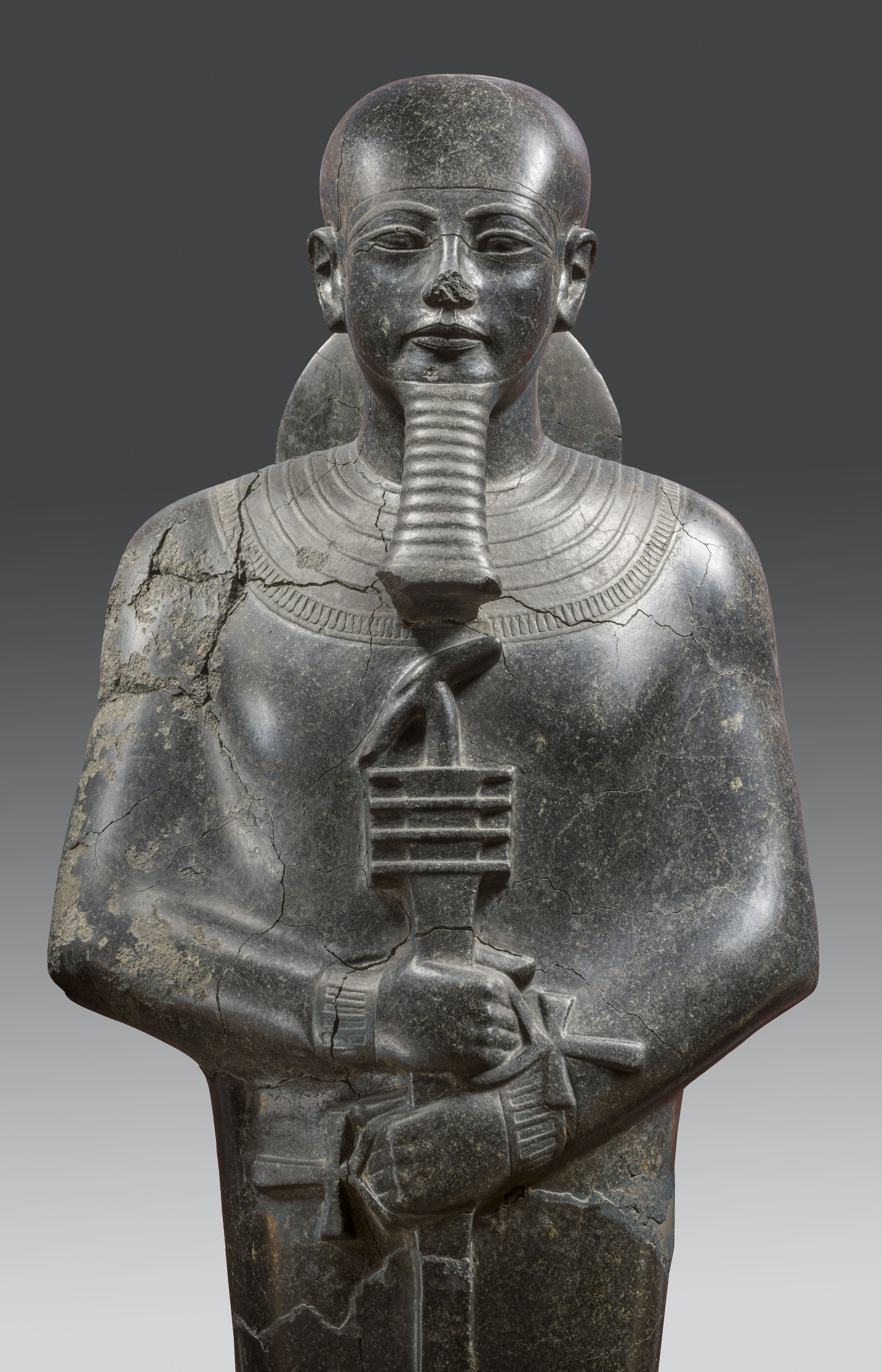
Statue du dieu Ptah - Musée égyptologique de Turin.

Comme beaucoup de divinités de l'Égypte antique il prend diverses formes, soit qu'il s'agisse d'un de ses aspects particuliers soit qu'il ait absorbé par syncrétisme d'anciennes divinités de la région memphite. Ainsi, sous la forme de Ptah-Patèque, il est représenté comme un nain nu et difforme, dont la popularité ira grandissante au cours de la Basse époque. Fréquemment associé au dieu Bès, son culte dépasse alors les frontières du pays et est exporté à travers toute la Méditerranée orientale. Grâce aux phéniciens, on retrouvera des figurines de Ptah-Patèque jusqu'à Carthage.
Ptah est représenté en général sous les traits d'un homme à la peau verte, enserré dans un suaire lui collant à la peau, portant la barbe divine et tenant un sceptre associant trois symboles puissants de la mythologie égyptienne :
- Le sceptre Ouas
- Le signe de vie ânkh
- Le pilier Djed

Ces trois symboles combinés indiquent les trois pouvoirs créateurs du dieu : la puissance (ouas), la vie (ânkh) et la stabilité (djed).
Dès l'Ancien Empire, il absorbe vite les apparences de Sokaris et de Taténen anciennes divinités de la région memphite. Sous sa forme de Sokaris on le retrouve figuré enserré dans son linceul blanc soit hiéracocéphale soit androcéphale, coiffé de la couronne atef, attribut d'Osiris. En cette qualité, il incarne le dieu des nécropoles de Saqqarah et des autres sites célèbres où furent érigées les pyramides royales. Peu à peu il formera ainsi avec Osiris une nouvelle divinité que l'on nommera alors Ptah-Sokar-Osiris. Des statuettes le représentant sous sa forme humaine ou mi-homme mi-faucon ou simplement sous sa forme de faucon seront alors systématiquement déposées dans les tombeaux, afin d'accompagner et de protéger les défunts dans leur voyage vers l'Occident.
Sous sa forme de Taténen, il est représenté en homme jeune et vigoureux, coiffé d'une couronne à deux hautes plumes qui encadrent un disque solaire. Il incarne alors le feu souterrain qui gronde et soulève la terre. En cette qualité, il est particulièrement révéré par les métallurgistes et les forgerons, mais il est également craint car c'est lui qui provoque les tremblements de terre et les soubresauts de la croûte terrestre. Sous cette forme également, Ptah est le maître des jubilés ou Heb Sed, cérémonie sanctionnant traditionnellement les trente premières années de règne de Pharaon.
Si le dieu Ptah a pu être opposé au dieu solaire Rê, ou Aton lors de la période amarnienne, il incarne toutefois l'essence divine dont le dieu solaire s'est nourri pour venir à l'existence, c'est-à-dire pour naître, selon les textes mythologiques memphites. Dans le saint des saints de son temple de Memphis ainsi que sur sa grande barque sacrée, qu'il empruntait régulièrement en procession pour parcourir la région lors de grandes fêtes, le dieu était aussi symbolisé par deux oiseaux à têtes humaine coiffées de disques solaires, symboles des âmes du dieu Rê : les Baou. Ils sont également identifiés aux dieux jumeaux Shou et Tefnout et sont associés au pilier Djed memphite.
Enfin, Ptah s'incarne dans le taureau sacré Apis. Fréquemment qualifié de héraut de Rê, l'animal sacré fait ainsi le lien avec le dieu Rê dès le Nouvel Empire. Il recevait un culte à Memphis même, probablement au cœur du grand temple de Ptah, et à sa mort était inhumé avec tous les honneurs dus à un dieu vivant dans le sérapéum de Saqqarah.
Ptah sera aussi assimilé au dieu Héphaïstos par les Grecs, puis à Vulcain par les Romains.

## Développement du culte

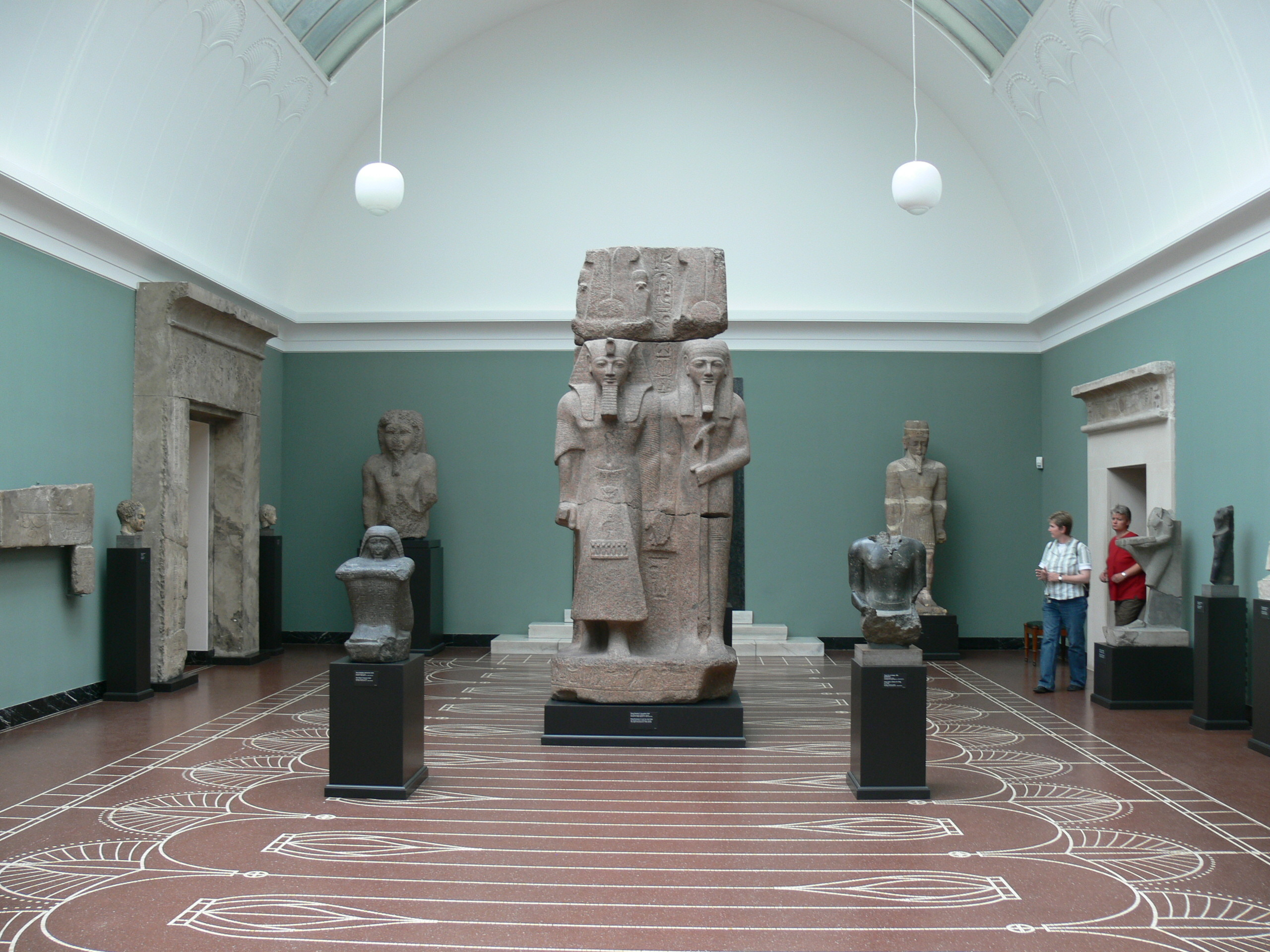
Statue colossale du dieu Ptah Taténen tenant par la main Ramsès II trouvée à Memphis - Ny Carlsberg Glyptotek, Copenhague.

En tant que dieu des artisans, le culte du dieu Ptah s'est rapidement répandu dans toute l'Égypte. Avec les grands chantiers royaux de l'Ancien Empire, ses grands prêtres étaient particulièrement sollicités et œuvraient de concert avec le vizir, remplissant en quelque sorte le rôle d'architecte en chef et de maître des artisans chargés de la décoration des complexes funéraires royaux.
Au Nouvel Empire le culte du dieu se développera sous différentes formes plus particulièrement à Memphis qui reste sa patrie d'origine, mais également à Thèbes où les ouvriers de la tombe royale l'honoraient en raison de sa qualité de patron des artisans. C'est pour cette raison qu'un oratoire à Ptah qui écoute les prières a été aménagé non loin du site de Deir el-Médineh, le village où étaient cantonnés ces ouvriers-artisans.
À Memphis ce rôle d'intercesseur auprès des hommes était singulièrement visible dans l'aspect de l'enceinte qui protégeait les sanctuaires du dieu. De grandes oreilles étaient sculptées sur ces murs et symbolisaient ainsi son rôle de dieu à l'écoute des hommes.
Avec la XIXe dynastie, son culte se développe et il fait partie des quatre grands dieux de l'empire des Ramsès. Il recevra dès lors un culte à Pi-Ramsès en tant que maître des jubilés et des couronnements.

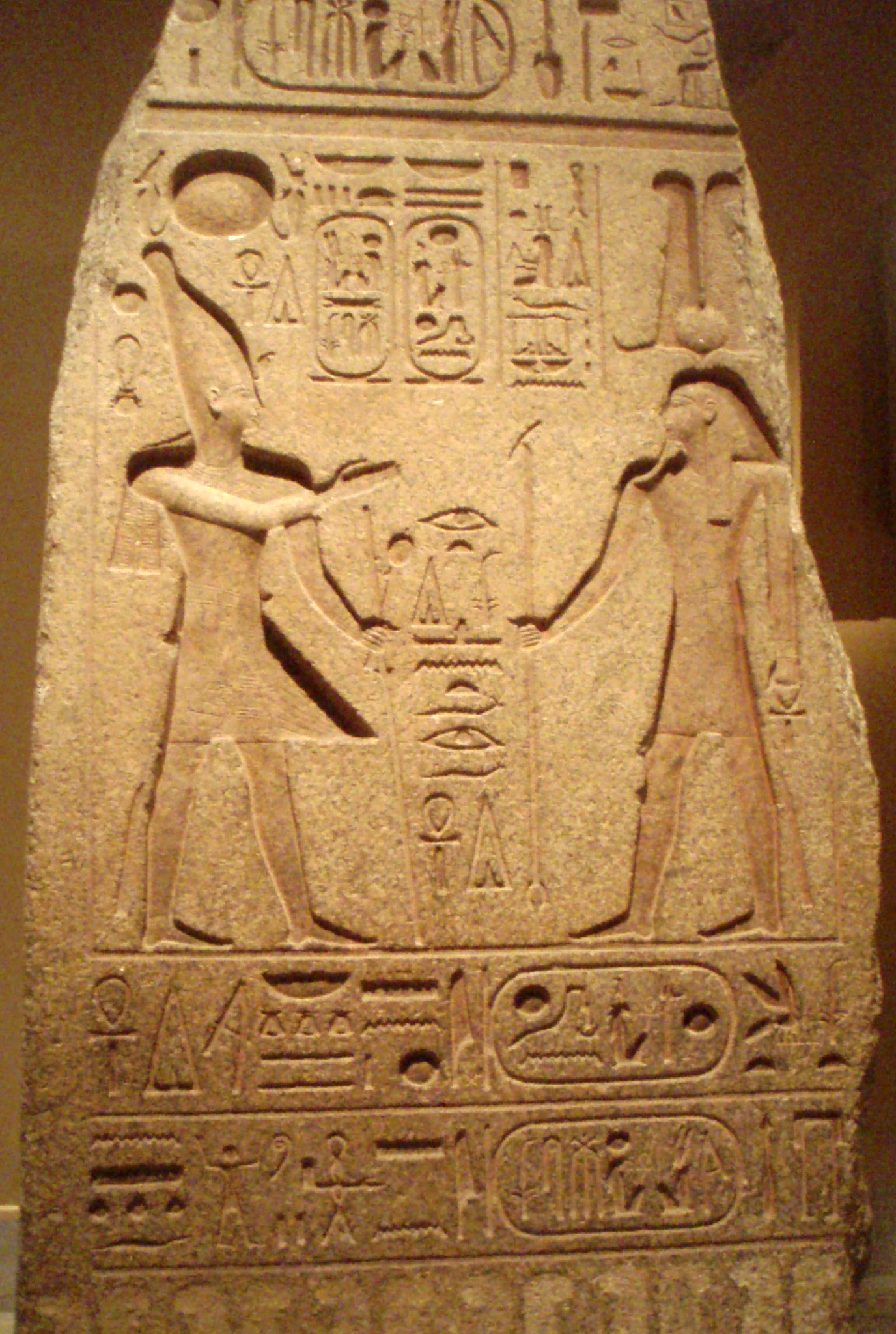
Ramsès II faisant une offrande devant Ptah Maître des Jubilés - Metropolitan Museum of Art, New York.

Avec la Troisième Période intermédiaire, le dieu revient au centre de la monarchie, le couronnement de Pharaon ayant à nouveau lieu au sein de son temple. Les Ptolémées maintiendront cette tradition et les grands prêtres de Ptah furent alors de plus en plus associés à la famille royale. Certains d'entre eux épouseront même des princesses de sang, indiquant clairement le rôle éminent qu'ils jouaient à la cour des lagides.

## Principaux lieux de culte du dieu Ptah
| Temple dédié à                 | Lieu                     |
| ------------------------------ | ------------------------ |
| Ptah                           | Pi-Ramsès                |
| Ptah                           | Memphis                  |
| Ptah qui écoute les prières    | Memphis                  |
| Ptah qui est au sud de son Mur | Memphis                  |
| Ptah-Sokar                     | Abydos                   |
| Ptah-Sokar                     | Kom el Hettan (Thèbes)   |
| Ptah qui écoute les prières    | Deir el-Médineh (Thèbes) |
| Ptah                           | Karnak (Thèbes)          |
| Ptah                           | Gerf Hussein (Nubie)     |
| Ptah                           | Abou Simbel (Nubie)      |

## Photos

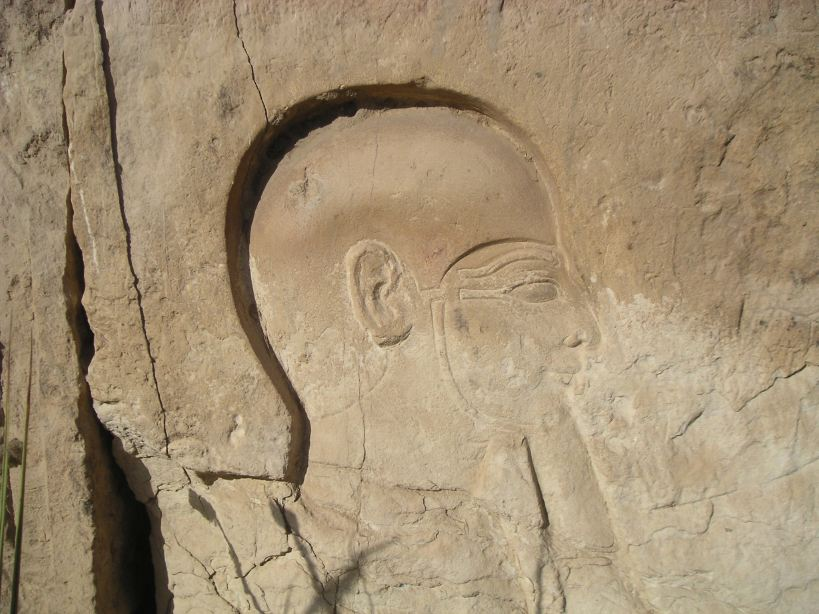
Profil du dieu Ptah - Relief du petit temple d'Hathor (Memphis).
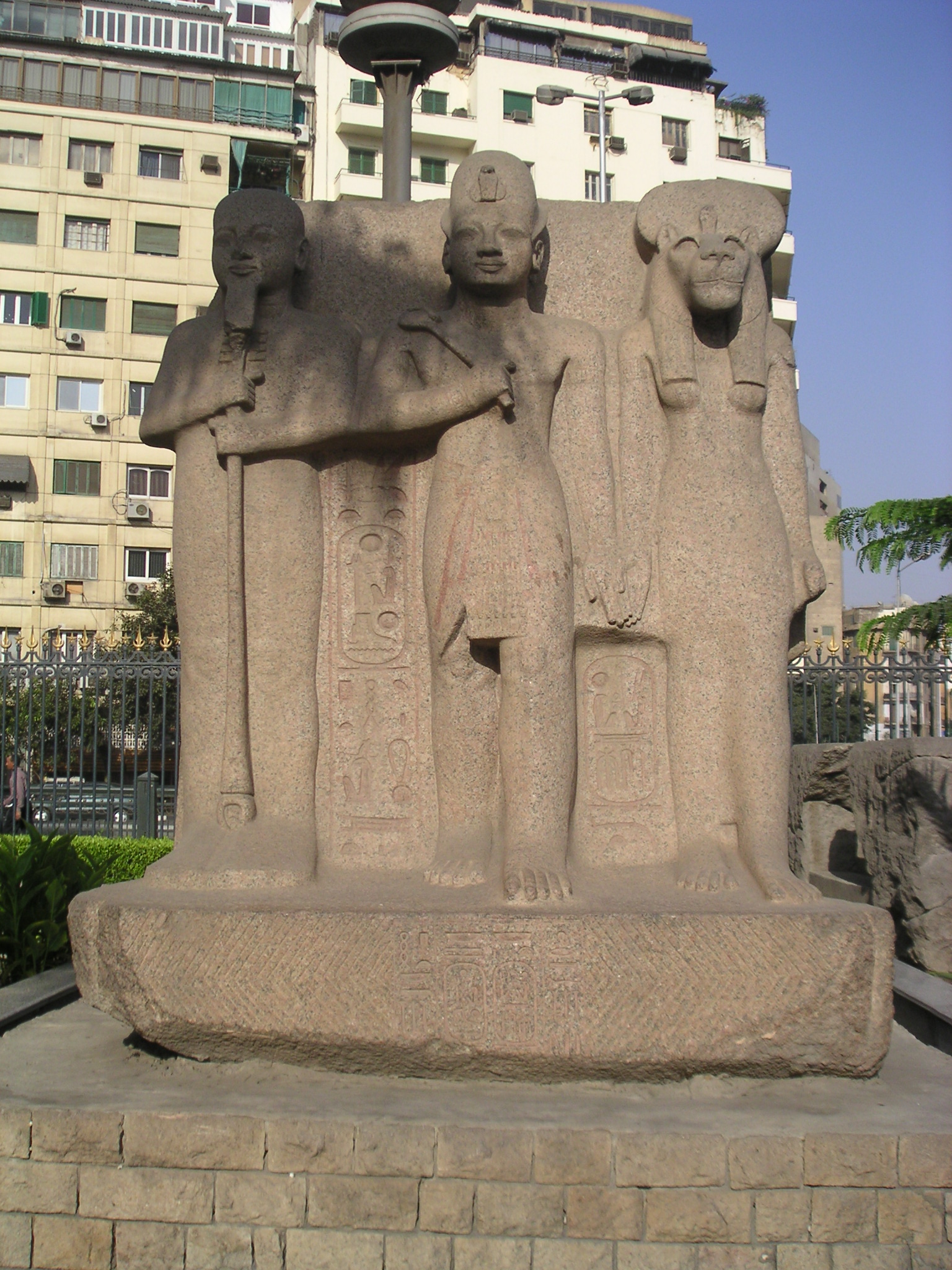
Triade colossale représentant Ptah- Ramsès II - Sekhmet - Jardins du Musée du Caire.
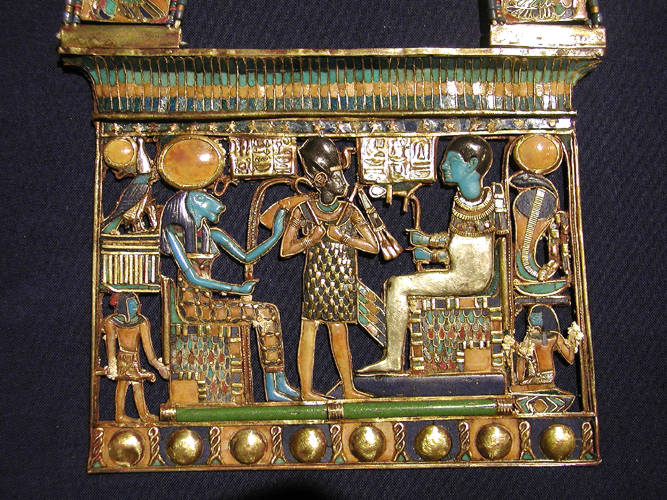
Pectoral de Toutânkhamon représentant le jeune roi entre la déesse Sekhmet et le dieu Ptah - Musée du Caire.
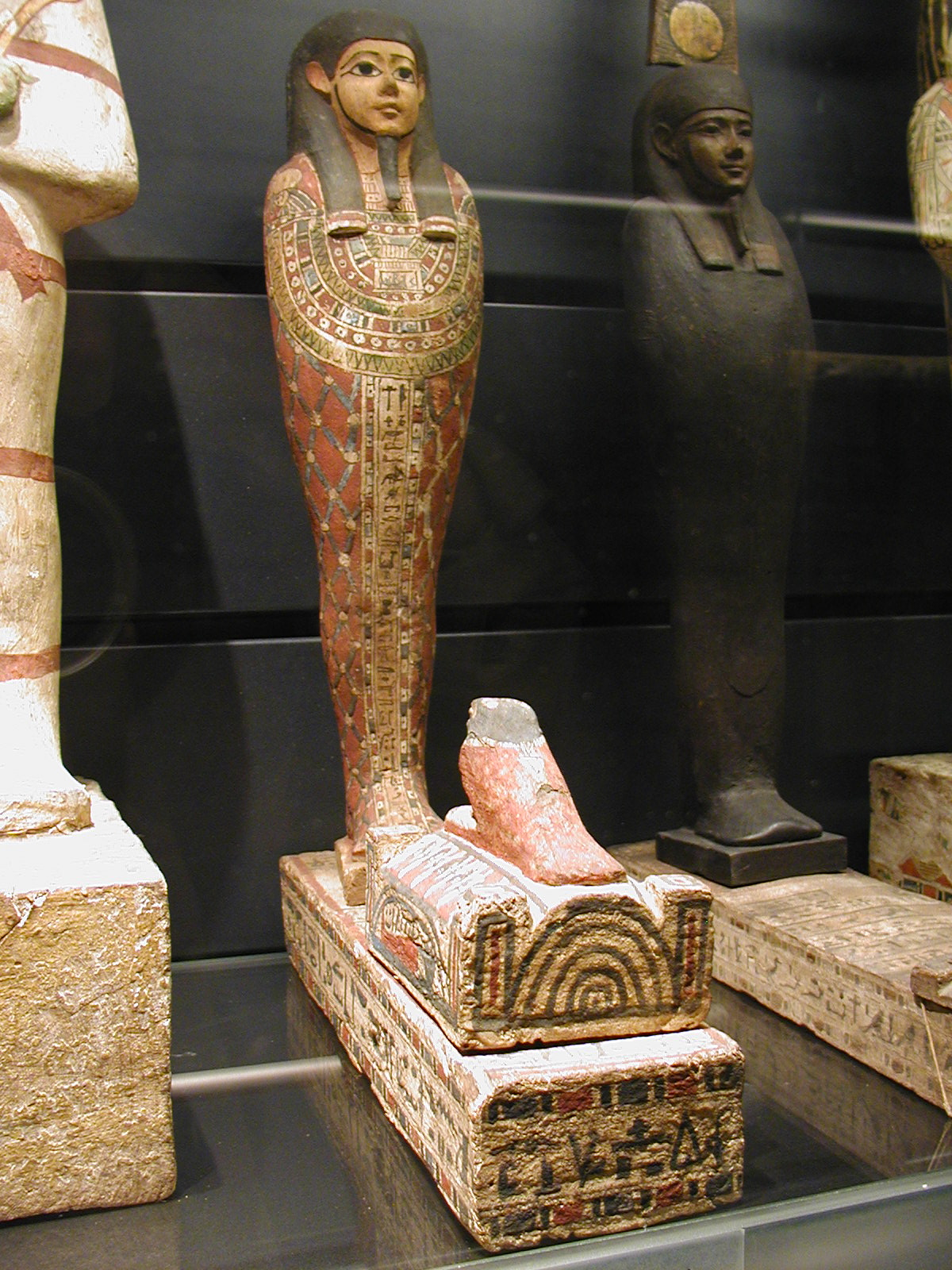
Statuette de Ptah-Sokar-Osiris - Musée du Louvre.